# Lünebach
Lünebach is een plaats (Ortsgemeinde) in de Duitse deelstaat Rijnland-Palts, en maakt deel uit van de Eifelkreis Bitburg-Prüm en de Verbandsgemeinde Arzfeld.
Lünebach telt 607 inwoners.

## Geografie
De gemeente ligt in het noorden van de Südeifel in het Prümtal en wordt doorsneden door de rivier de Prüm.

## Geschiedenis
In het jaar 1198 werd Lünebach voor het eerst in een oorkonde benoemt onder de naam "Loynbach" (vermoedelijk een vertaling vanuit Middelniederduits "Löne" = Ahorn, wat verwijst naar de boom Esdoorn). Andere historische namen zijn "Lonenbach" in 1352, "Luyngenbach"in 1356 en "Loebach" in 1451.
Tijdens het Ardennenoffensief in de Tweede Wereldoorlog is Lünebach grotendeels verwoest.

## Gemeenteraad
Lünebach is een zelfstandige gemeente die onderdeel uitmaakt van de Verbandsgemeinde Arzfeld en heeft een gemeenteraad waar 12 personen zitting in hebben. De voorzitter van de gemeenteraad is tevens de "ehrenamtlichen Ortsbürgemeister".

## Wapen van Lünebach
Het wapen van Lünebach is een zilver en blauw schild met een rood balkenkruis, waarop een zilveren kroon met gouden stenen staat afgebeeld. Vroeger behoorde Lünebach tot het Heerschap van het Hof van Pronsfeld, dat weer voor de helft tot het hertogdom Luxemburg en voor de andere helft tot het Kuurvorstendom Trier behoorde. Hierdoor is er een samengesteld wapen ontworpen, waarbij de zilvere en blauwe Luxemburgse kleuren en het rode kruis van Trier zijn verwerkt. De kroon stamt af van de kerkpatroon van Lünebach, St. Gertrud. Het wapen is op 13 december 1965 toegekend door het ministerie van binnenlandse zaken van de deelstaat Rheinland-Pfalz.

## Cultuur en bezienswaardigheden
Door Lünebach heen loopt de Prümtal-Radweg, een fietspad dat 10 jaar geleden is aangelegd op een oude spoordijk en loopt van Prüm tot Waxweiller, maar ook zijn vertakkingen heeft richting Arzfeld, waar weer een aansluiting ligt op de Enztal-Radweg richting Neuerburg. Hiernaast is er ook een aansluiting vanuit Pronsfeld richting Bleialf en de Hoge Venen in de Belgische Ardennen.
Aan de rand van het dorp ligt de Eifel-Zoo, een kleinschalige dierentuin die het bezoeken waard is. In de bosrijke omgeving kan men verder wandelen, mountainbiken, boomtoppen klimmen, golfen etc. In de winter als er sneeuw ligt, zijn er op ca. 15 kilometer 2 ski- en langlauf gebieden, de Schwarzer Mann en de Wolfsslucht.
Andere bezienswaardigheden zijn; aan de Hahnengasse 10 staat een van de oudste vakwerkhuizen van de Zuid-Eifel en diverse wegkruisen van begin 19e eeuw. Blikvanger van het dorp is de katholieke kerk met haar Romaanse Westtoren uit 1759, die in 1875 is verhoogd. Verder is vernoemenswaardig dat de kerk in 1965 nog is vergroot om haar kerkbezoekers te kunnen huisvesten.
Zoals eerder al is aangegeven ligt Lünebach ligt op de route van Prüm naar Waxweiller. Op de eerste zondag van september vindt hier "Lustige Prümtal" plaats, een dag dat gemotoriseerd verkeer wordt geweerd op de doorgaande route en belangstellend de route in alle rust kunnen bewandelen, fietsen, skaten of welke vorm dan ook afleggen. In de dorpen langs deze route zijn activiteiten van blaaskapellen die optredens verzorgen, locaties waar men iets kan eten of drinken.
Naast bovengenoemde ligt Lünebach gunstig ten opzichte van toeristische aantrekkelijke steden als; Prüm, Bitburg, Trier, Vianden en Luxemburg stad.

## Economie en infrastructuur
Lünebach ligt in een gebied waar landbouw nadrukkelijk aanwezig is. Hiernaast is in het dorp de op 1 na grootste broodbakkerij van Duitsland gevestigd. Bij Prümtaler Mühlenbäckerei werken meer dan 100 personen in productie en levering. Hiernaast bezit de bakkerij een eigen (kleine) winkel, waar ook de particulier zijn brood kan kopen.
Zoals in vele dorpje is een aantal jaren geleden de "Dorfladen" ter ziele gegaan, hier heeft zich inmiddels een kebab/pizzeria in gevestigde. Wel bezit het dorp twee kroegen, een restaurant dat van vrijdag tot en met zondag geopend is. Verder is er kleine detailhandel in d enorm van een bakkerij (open v.a. 6.00 uur) en een electrawinkel. Op het kleine industrieterrein dat het dorp bezit zit een timmerfabriek en een metaalbewerkingsfirma voor ramen, deuren, trappen etc.
Door de realisatie van het Prümtal-Radweg fietspad zijn er ook een aantal vakantiewoningen gevestigd in Lünebach, variërend in grootte van 2 tot 16 personen.
Lünebach ligt goed ontsloten aan de Bundesstraße 410, die loopt van Prüm naar Dasburg aan de grens met Luxemburg. Hierop zit in het dorp de vertakking L21 in de richting van Waxweiller en Bitburg.
Verbandsvrije stad:  Bitburg